# Кубинская циклура
Кубинская циклура (лат. Cyclura nubila) — вид ящериц из семейства игуановых.
Вид распространён на острове Куба, островах Кайман и небольшом острове Магуэй, что находится у западного берега Пуэрто-Рико.
На Кубе вид широко распространён по всему острову, в основном в прибрежных ксерофильных районах, но относительно безопасные популяции встречаются только на некоторых островках вдоль северного и южного побережья и в изолированных охраняемых районах на острове. На островах Кайман распространён подвид Cyclura nubila caymanensis, который встречается на двух островах — Кайман-Брак (38 км²) и Малый Кайман (28,5 км²).
В середине 1960-х годов небольшая группа кубинских циклур была выпущена на волю из зоопарка на остров Магуэй, который находится на северо-западе от Пуэрто-Рико. Они образовали самостоятельную дикую популяцию. Эта популяция является источником 90 % кубинских циклур, которых вылавливают для частных коллекций, и источником исследования связи животных и эволюции, проведенного Эмилией Мартинс, биологом из Университета Индианы.